# Xyris baldwiniana
Xyris baldwiniana là một loài thực vật hạt kín trong họ Hoàng đầu. Loài này được Schult. miêu tả khoa học đầu tiên năm 1822.